# 吉田誠 (労働問題研究者)
吉田 誠（よしだ まこと、1964年 - ）は、日本の社会学者。立命館大学産業社会学部教授、日本労働社会学会前代表幹事。
専門は産業・労働社会学。人事労務管理や労使関係、東京大田区の町工場などに関する論文を著している。近年は戦後初期の日産の労使関係や米国先任権の日本への移入について研究している。香川県出身。

## 経歴
- 1983年 香川県立高松西高等学校卒
- 1990年 一橋大学社会学部卒
- 1992年 一橋大学大学院社会学研究科修士課程修了
- 1995年 一橋大学大学社会学研究科博士課程単位取得退学
- 1995年 横浜市立大学商学部講師
- 1996年 横浜市立大学商学部助教授
- 2004年 香川大学経済学部助教授
- 2005年 香川大学経済学部教授
- 2008年 香川大学経済学部経営システム学科学科長
- 2009〜2012年香川大学経済学部副学部長
- 2009〜2011年 香川大学学長特別補佐
- 2012年 立命館大学産業社会学部教授
- 2015〜2017年、2024年〜 立命館大学産業社会学部副学部長
- 2018〜2020年立命館大学教育・学修支援センター長
- 2020〜2022年 日本労働社会学会代表幹事[1]
経済産業省四国経済産業局大量退職者が地域経済に与える影響調査委員長、香川県職業能力開発審議会委員等を歴任。

## 著書

### 単著
- 『査定規制と労使関係の変容：全自の賃金原則と日産分会の闘い』（大学教育出版 2007年）
- 『戦後初期日産労使関係史：生産復興路線の挫折と人員体制の転換』（ミネルヴァ書房、2024年）

### 共著
- Innovative Arbeitspolitik? （N. Altmann、遠藤公嗣、野村正實との共著。Campus、1998年）
- 『労働社会の変容と格差・排除』（櫻井純理・江口友朗との共編著。ミネルヴァ書房、2015年）

## 主要論文
- 「戦後初期における先任権移植政策の展開と労使の対応」『立命館産業社会論集』第60巻1号 2024年
- 「横浜船渠における1929年の合理的賃銀制度に関する一考察」『立命館産業社会論集』第57巻2号 2021年
- 「1950年前後における先任権の日本への移植の試み：ドッジ・ライン期の整理解雇に関する一考察」『大原社会問題研究所雑誌』721号 2018年
- 「産業構造変容下における都市型産業集積：地域工業団体と口座保有企業」『香川大学経済論叢』第81巻第2号 2008年
- 「東京大田区の中小零細企業における取引態様：都市型産業集積における口座保有企業の位置」『横浜市立大学論叢』第54巻社会科学系列第2・3合併号 2003年
- 「労働過程における主体分析の枠組：統制・抵抗パラダイムを超えて」『一橋研究』103号 1994年月
- 「Ａ社特装車組立工程における職場の相貌：参与観察に基づく一考察」『日本労働社会学会年報』第４号 1993年

## 受賞歴
- 2007年 第4回日本労働社会学会奨励賞（『査定規制と労使関係の変容』）[2]
- 2024年 第47回労働関係図書優秀賞（『戦後初期日産労使関係史』）[3]